# David McAllister
David James McAllister (Berlim Ocidental, 12 de janeiro de 1971) é um político alemão da conservadora União Democrata Cristã (CDU). Em 1 de julho de 2010 foi eleito Primeiro-ministro da Baixa Saxônia, sucedendo a Christian Wulff, que renunciou após a sua eleição como Presidente da Alemanha. McAllister lidera um governo de coalizão com o FDP liberal.
McAllister tem dupla cidadania, britânica e alemã, devido ao facto de o seu pai, James Buchanan McAllister, ser escocês, servindo a partir de 1969 após a Segunda Guerra Mundial com o Exército Britânico na Alemanha Ocidental. Sua mãe alemã, Mechthild, foi professora de alemão e de canto. David McAllister teve uma educação bilíngue (falando inglês e alemão) e frequentou uma escola primária britânica em Berlim.
David McAllister, advogado de profissão, tem sido o presidente do grupo parlamentar da CDU no parlamento da Baixa Saxônia 2003-2010 e foi eleito presidente estadual  da CDU em 2008. Desde 2010, ele também é membro do conselho de supervisão da Volkswagen.
McAllister é casado com Dunja McAllister, que também é advogada. O casal tem duas filhas, Elizabeth e Jamie Mia Louise, e vive em Bad Bederkesa no distrito de Cuxhaven.
Orgulhoso de sua herança escocesa, David McAllister propôs-se a sua esposa em Loch Ness, e casou-se em agosto de 2003, vestindo um kilt. Mais tarde, explicou que era uma tradição familiar.